# Boris Choroszchin
Boris Władimirowicz Choroszchin (ros. Борис Владимирович Хорошхин, ur. 18 czerwca?/30 czerwca 1892 w Sankt Petersburgu, zm. 1 sierpnia 1942 – rzeka Wołga koło wsi Stupino) – radziecki wojskowy, kontradmirał.

## Życiorys
W 1910 roku wstąpił do Marynarki Wojennej i rozpoczął służbę we Flocie Bałtyckiej. W 1913 roku ukończył Morski Korpus Kadecki, zostając oficerem marynarki.
Po wybuchu I wojny światowej został oficerem łącznikowym floty z twierdzami, a następnie oficerem wachtowym na pancerniku „Sewastopol”. W okresie od maja do października 1915 roku oddelegowany do służby na transportowiec „Martin”, który uczestniczył w operacji desantowej w zatoce Ryskiej. W 1916 roku był dowódcą kompanii, a następnie oficerem wachtowym na pancerniku „Sewastopol”. 30 lipca 1916 roku otrzymał awans na lejtnanta. Na pancerniku służył do wybuchu rewolucji październikowej.
Po wybuchu rewolucji pozostał w marynarce i do sierpnia 1918 roku był oficerem wachtowym na pancerniku „Sewastopol”. Uczestniczył w lodowym przejściu Floty Bałtyckiej do Kronsztadu. Latem wraz z 3. oddziałem ekspedycyjnym marynarzy Floty Bałtyckiej został skierowany na Front Północny i wziął udział w walkach pod Kotłas. Po zakończeniu walk w sierpniu 1918 roku został dowódcą artylerii i pełniącym obowiązki dowódcy Północno-Dźwińskiej Flotylli Wojennej, w tym czasie brał udział w walkach z angielskimi wojskami interwencyjnymi i białogwardyjskimi. Potem uczestniczył w walkach przeciwko wojskom gen. Wrangla w rejonie Mariupola – Perekopu. Od września 1919 roku do maja 1920 pierwszy pomocnik dowódcy pancernika „Sewastopol”, w maju rewizor oddziału bazy morskiej Piotrogrodu.
W czerwcu 1920 roku został dowódcą uzbrojonego parostatku „Spassk” wchodzącego w skład Morskich Sił Morza Czarnego, następnie dywizjonu kanonierek rzecznych, a w czerwcu 1920 dowódcą oddziału statków uzbrojonych Dnieprzańskiej Flotylli Wojennej. W lipcu 1920 roku został dowódcą Dnieprzańskiej Flotylli Wojennej, którą dowodził do momentu jej ostatecznego rozwiązania w sierpniu 1922 roku.
W sierpniu 1922 roku został dowódcą kanonierki „Tierec”, a potem dowódcą dywizjonu kanonierek Morskich Sił Morza Czarnego i dowodził nim do stycznia 1923 roku. Następnie był dowódcą oddziału okrętów wojsk pogranicza OGPU, po zwolnieniu z tego stanowiska w okresie od 1923 do sierpnia 1925 roku pozostawał bez przydziału. W sierpniu 1925 roku został dowódcą oddziału kutrów uzbrojonych rzeki Zachodnia Dźwina, a w lipcu 1926 roku został dowódcą oddziału okrętów Dnieprzańskiej Flotylli Wojennej, którym dowodził do 1931 roku. W roku 1929 ukończył kurs dowódczy w Akademii im. Frunzego. Od czerwca 1931 roku do listopada 1937 roku był dowódcą Dnieprzańskiej Flotylli Wojennej. Po zwolnieniu z tego stanowiska w okresie od listopada 1937 do kwietnia 1938 roku był w dyspozycji dowództwa Marynarki Wojennej. Od kwietnia do sierpnia 1938 roku był dowódcą okrętu-bazy „Newa” Floty Czarnomorskiej. W sierpniu 1938 roku został aresztowany przez NKWD i przebywał w areszcie do listopada 1939 roku. Po zwolnieniu z aresztu do stycznia 1940 był w dyspozycji dowództwa Marynarki Wojennej, a następnie został szefem Wydziału Historycznego Sztabu Głównego Marynarki Wojennej.
Po ataku Niemiec na ZSRR początkowo był w Sztabie Głównym, a w lipcu 1941 roku został dowódcą Obrony Obszaru Wodnego głównej bazy Floty Bałtyckiej i dowodził nią do sierpnia 1941 roku. Następnie został dowódcą Ładoskiej Flotylli Wojennej, którą dowodził do października 1941 roku. Potem przez dwa miesiące pozostawał w dyspozycji dowództwa Floty Bałtyckiej.
W listopadzie 1941 roku został dowódcą Brygady Rzecznych Okrętów Wołżańskiej Flotylli Wojennej, od czerwca 1942 Brygady Rzecznych Trałowców, a w lipcu 1942 roku został zastępcą dowódcy Wołżańskiej Flotylli Wojennej, odpowiedzialnym za organizację i obronę transportu rzecznego na Wołdze. W dniu 1 sierpnia 1942 roku kuter uzbrojony, na którym się znajdował, wszedł na minę w rejonie wsi Stupino w odległości 150 km na południe od Stalingradu i zatonął wraz z całą załogą.

## Upamiętnienie
Jego imieniem nazwano dwa trałowce: projektu 254 i projektu 266M.

## Awanse
- kapitan 1 rangi (Капитан 1-го ранга) (26.11.1935 – rozkaz nr 2484)
- kontradmirał (контр-адмирал) (16.09.1941 – rozkaz nr 2081)

## Odznaczenia
- Order Czerwonego Sztandaru (trzykrotnie – 1919, 1920, 1941[1])
- Medal jubileuszowy „XX lat Robotniczo-Chłopskiej Armii Czerwonej” (1938)